# Борисов (Волгоградская область)
Борисов — хутор в Клетском районе Волгоградской области, входит в состав Манойлинского сельского поселения.
Население 93 чел. (2010) .

## История
В соответствии с Законом Волгоградской области № 1003-ОД от 14 февраля 2005 года хутор вошёл в состав образованного Манойлинского сельского поселения.

## География
Хутор расположен в 18 км южнее хутора Манойлин, площадь — 88 га
Центральная часть населённого пункта расположена на абсолютной высоте 99 метров над уровнем моря.

## Население
| 2010 |
| ---- |
| 93   |

По данным переписи 2020 года в национальной структуре населения даргинцы составляли 53,03 %

## Инфраструктура
Личное подсобное хозяйство.

## Транспорт
Просёлочные дороги.